# Gustavo Stagnaro
Gustavo Stagnaro Rodríguez (Lima, provincia de Lima, 20 de enero de 1989) es un futbolista peruano. Juega de centrocampista y actualmente está sin equipo.

## Trayectoria
Se inició como futbolista profesional en el Coronel Bolognesi de Tacna, equipo con el que debutó en el Torneo Clausura en el año 2008. Jugó en la Segunda División del Perú en el 2011 con Deportivo Coopsol quedando subcampeón.  En 2012 llega al Real Garcilaso con el cual logra el subcampeonato y la clasificación a la Copa Libertadores 2013 el rayo rompió su contrato y buscó otro horizonte .
En el 2014 jugó en  San Simón como anécdota durante una de sus declaraciones dijo “Quiero que me recuerden como el Lavezzi peruano que entregó todo por su equipo”
En 2015 jugó en el León de Huanuco, que por una deuda con la agremiación le restaron 15 puntos y descendió de categoría en este equipo EL RAYO  fue uno de los más destacados .
2016 jugó en Sport Loreto de Pucallpa

## Carrera
| Equipo            | País | Temporada  |
| ----------------- | ---- | ---------- |
| Coronel Bolognesi | Perú | 2008-2010  |
| Deportivo Coopsol | Perú | 2011       |
| Real Garcilaso    | Perú | 2012- 2013 |
| San Simón         | Perú | 2014       |
| León de Huánuco   | Perú | 2015       |
| Sport Loreto      | Perú | 2016       |
| Coronel Bolognesi | Perú | 2017       |
| Alfredo Salinas   | Perú | 2018       |